# Helicoblepharum daltoniaceum
Helicoblepharum daltoniaceum är en bladmossart som beskrevs av Brotherus 1907. Helicoblepharum daltoniaceum ingår i släktet Helicoblepharum och familjen Daltoniaceae. Inga underarter finns listade i Catalogue of Life.